# Земски сабор
Земски сабор (рус. зе́мский собо́р, срп. земаљска скупштина) био је скупштина сталежа у Руском царству у 16. и 17. веку.

## Појам
Сам појам "Земски сабор" први је употребио Константин Аксаков око 1850: у хроникама из 16. и 17. века скупштина се помиње просто као "Сабор" (рус. собо́р).

## Историја
Земски сабор је први пут сазван 1549. по наредби Ивана IV Грозног, а затим је повремено сазиван од његових наследника. Тако сазвану скупштину чинило је од неколико десетина до неколико стотина најважнијих племића и свештеника, које би влада често принудно покупила по Москви. Сабор је био сазиван по потреби, ради потврде закона или претресања унутрашњих и међународних питања, па чак и ради избора владара (Бориса Годунова, Михаила Романова) у време кризе. У одсуству цара, Сабор је могао да сазове патријарх или Бољарска дума.

## Значај
Земски сабор је у време криза два пута бирао цара: 1598. Бориса Годунова (по изумирању Рјуриковича) и 1613. Михаила Романова (након Времена смутње).
Либерални руски историчари 19. века приказивали су Земски сабор као претечу парламента и зачетак либералне демократије у царској Русији, али то мишљење није опште прихваћено. Делегати нису имали никаквих законом утврђених права и овлашћења, и само су потврђивали одлуке владе. Последњи пут сабор је сазван 1684. за време регенткиње Софије.